# Empyrean Isles
Albums de Herbie Hancock
Inventions and Dimensions
(1963) Maiden Voyage
(1965)
Empyrean Isles est le quatrième album jazz du pianiste et compositeur de jazz américain Herbie Hancock, sorti en 1964 sur le label Blue Note Records.

## Historique
Les sidemen Ron Carter et Tony Williams font partie, comme Hancock, du second grand quintet de Miles Davis. Contrairement à l'album précédent Inventions and Dimensions, plus expérimental, il n'y a pas de percussionniste.
L'album s'inspire du mythe de l'Empyrée.
Cantaloupe Island, célèbre pour son riff de piano funky et The Egg, avec sa mélodie minimale et ses longues improvisations, voient les solistes se lancer dans des solos inventifs et risqués. En comparaison, One Finger Snap et Oliloqui Valley sont plus conventionnels, mais n'empêchent pas des fulgurances remarquables.

## Titres
Toute la musique est composée par Herbie Hancock.
| No | Titre                                 | Durée |
| -- | ------------------------------------- | ----- |
| 1. | One Finger Snap                       | 7:17  |
| 2. | Oliloqui Valley                       | 8:27  |
| 3. | Cantaloupe Island                     | 5:30  |
| 4. | The Egg                               | 13:57 |
| 5. | One Finger Snap (version alternative) | 7:33  |
| 6. | Oliloqui Valley (version alternative) | 10:45 |

## Musiciens
- Herbie Hancock — Piano
- Freddie Hubbard — Trompette
- Ron Carter — Contrebasse
- Tony Williams — Batterie